# Sunday roast
El Sunday roast (en català: rostit de diumenge) és un plat principal tradicional de la cuina britànica i irlandesa servit generalment el diumenge, fet amb una gran peça de carn rostida i patata, i acompanyat de verdures i gravy. És un símbol en l'estereotip de la Merry England i també forma part de la gastronomia de la resta de països anglòfons.
La carn de bou és la més utilitzada, a la manera del rosbif, però també es pot fer amb xai, porc o aus de corral. Avui dia el rostit es fa sempre al forn. Un acompanyament típic són els Yorkshire puddings.